# Paratropus altilis
Paratropus altilis är en skalbaggsart som beskrevs av Lewis 1901. Paratropus altilis ingår i släktet Paratropus och familjen stumpbaggar. Inga underarter finns listade i Catalogue of Life.